# Храм Преображения Господня в Лесном
Храм Преображения Господня в Лесном — православный храм в Санкт-Петербурге на улице Орбели (бывшей Большой Объездной). Относится к Выборгскому благочинию Санкт-Петербургской епархии Русской православной церкви.
Имеет придел во имя преподобного Сергия Радонежского в память «на поле брани убиенного Благоверного Князя Сергея Максимилиановича» (убитого 12 октября 1877 года во время Русско-Турецкой войны, младшего брата покровительницы Дома милосердия Евгении Максимилиановны).
В настоящее время богослужения проводятся регулярно. При храме работает воскресная школа с занятиями для детей разного возраста и взрослых, библиотека духовной литературы, любительский хор «Серебряная Русь».

## История[1]
Нынешнее здание храма было построено в 1887—1889 годах. Полностью завершенное, оно было освящено 29 мая (11 июня) 1889 года.
С момента освящения церковь Преображения Господня в Лесном была при Санкт-Петербургском Доме милосердия, отделении для несовершеннолетних девочек.
Домовая церковь во имя Преображения Господня была освящена тут ещё 25 февраля 1868 года. Первым священником был
Павел Фёдорович Николаевский, протоиерей, профессор, доктор церковной истории — первый священник отделения несовершеннолетних Дома милосердия, преподаватель Закона Божьего для воспитанниц Дома милосердия с 1866 по 1867 год.

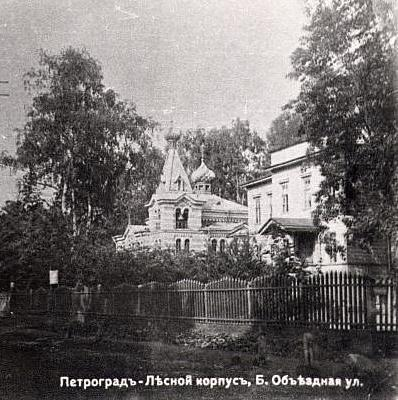

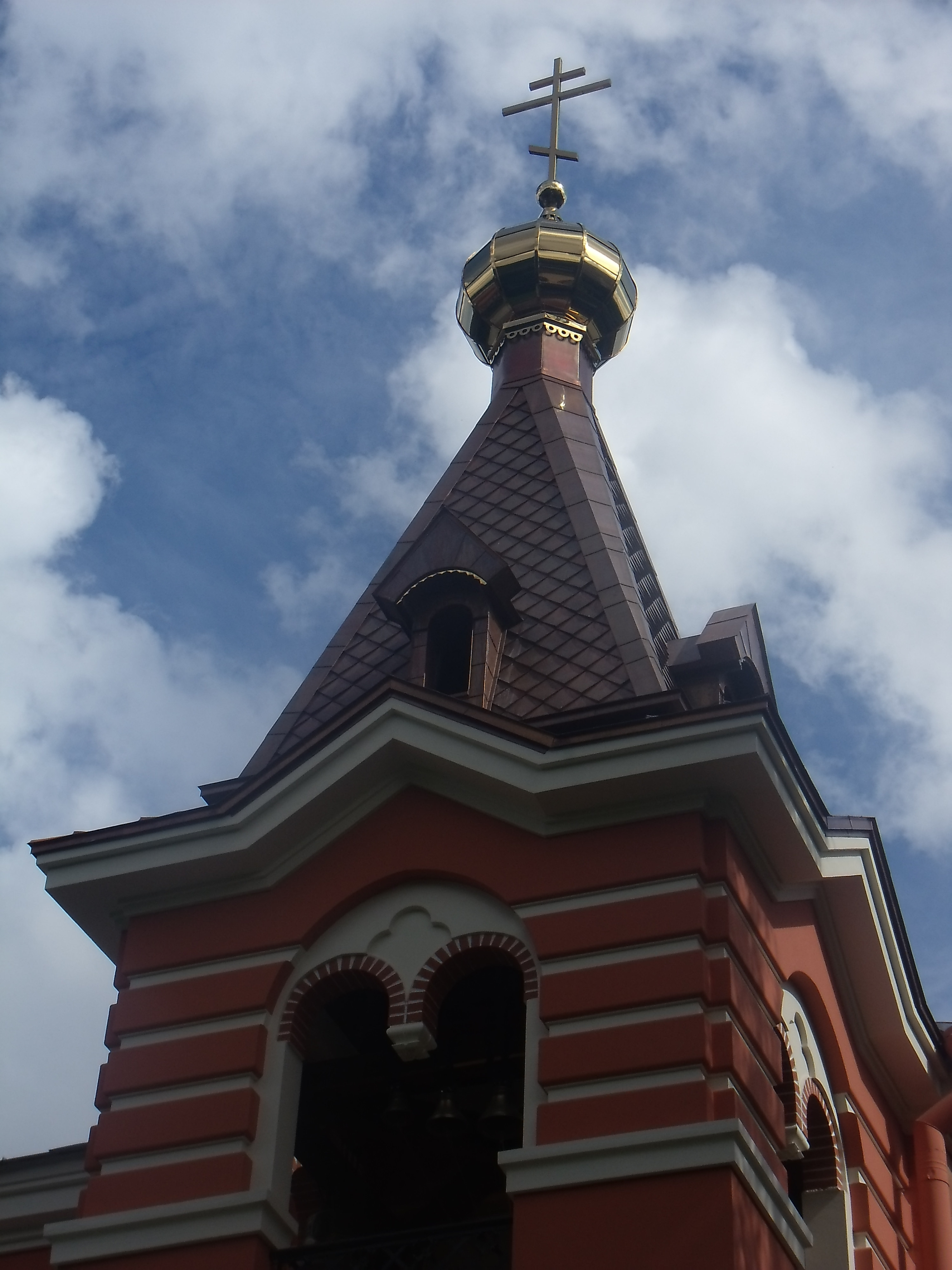
Восстановленная колокольня

Из-за роста количества прихожан из числа местных жителей возникла необходимость строительства нового здания храма, и 25 мая 1887 года состоялась его торжественная закладка на нынешнем месте, неподалёку от старого). Храм построен целиком на пожертвования частных благотворителей, благодаря которым строительство нового здания и стало возможным.
Архитектор храма академик архитектуры Василий Агатонович Пруссаков.
Жертвователи на строительство храма: П. П. Вейнер (пожертвовавший 25000 рублей), Почётный гражданин Санкт-Петербурга Е. Н. Сивохин, пожертвовавший 5000 рублей на устройство придела во имя Прп. Сергия Радонежского в память на поле брани убиенного Благоверного Князя Сергея Максимилиановича, И. И. Глазунов, Н. В. Латкин, И. П. Лесников и др.
Освящал храм ректор Санкт-Петербургской духовной академии архиепископ Выборгский Антоний (Вадковский) — впоследствии митрополит Санкт-Петербургский и Ладожский.
Храм был закрыт 17 ноября 1932 года. Вновь передан Церкви в сентябре 2003 года.
7 февраля 2004 года храм был освящён малым чином благочинным Большеохтенского благочиния протоиерем Александром Будниковым.
Храм восстанавливается. Осенью 2005 года завершились ремонт главного алтарного помещения и восстановление придела преподобного Сергия Радонежского. В настоящее время регулярно проводятся богослужения. Общий вид храма предполагается восстановить близким к первоначальному. Завершено воссоздание колокольни, на ней размещены колокола. Идёт восстановление фасадов (в 2013 году — северного). Планируется восстановление главного купола.
Работы по восстановлению храма не финансируются из государственного или епархиального бюджетов, а осуществляются исключительно на народные пожертвования и с благотворительной помощью некоторых организаций.

## Настоятели храма
1. прот. Василий Славницкий (1889—1895) +1904 г.
2. свящ. Валериан Никольский (1895—1896)
3. свящ. Иоанн Рождественский (1896—1900) +1915 г.
4. свящ. Константин Лорченко (1900—1902) +1903
5. свящ. Александр Филомафитский (1902—1918) (с октября 1918 г. не служил. В сентябре 1919 г. отправлен на покой). +16 июля 1937 г.
6. прот. Николай Сыренский (1919—1922) (стал обновленцем). расстрелян в 1937 г.
7. свящ. Василий Соколов (1923—1931) (в начале 1932 г. снял сан) +1952 г.
8. прот. Гавриил Сидоров (1931—1932) расстрелян в 1937 г.
9. прот. Дмитрий Осминский (апрель-октябрь 1932) +1952 г.
10. прот. Михаил Груздев (с 2003 г.)

## Известные прихожане храма
- Д. Н. Кайгородов.

- В. В. Розанов — в течение одного или двух лет, снимая дачу в Лесном, бывал в храме. В его «Духовном завещании»[4] отмечено, что его дочь Вера, родившаяся 26 июня 1896 года, была крещена здесь священником Иоанном Рождественским.

- Сергей Яковлевич Шабунин — учёный, вместе с М. А. Шателеном стоявший у истоков создания электромеханического факультета в Политехническом институте. С 21 декабря (ст.ст.) 1915 г. был директором Дома Милосердия (последним).

- Зинаида Павловна Шабунина. С 1920 г. член двадцатки Преображенского храма. Первый в СССР школьный учитель, дважды награждённый орденом Ленина.

- Флавий Васильевич Соколов[5] — музыковед, фольклорист. Сын настоятеля храма священника Василия Ивановича Соколова. В 1927—1931 алтарник храма.